# Chuck Black
Chuck Black is een Amerikaans fantasyschrijver. Hij is een voormalige F-16-piloot die acht jaar werkte bij de Amerikaanse luchtmacht en ingenieur kunststof producten. Black is getrouwd en heeft zes kinderen.
Hij schreef zijn Arretrea reeks om zijn kinderen te inspireren om de Bijbel met vernieuwde ijver te lezen. Dit bracht hem ertoe om de historiën van het Oude Testament te gebruiken en ze in de boeken van het Koninkrijk te verwerken.

## Boeken (Nederlands)
- Arretrea reeks
  - Koninkrijk: Dageraad (2006)

- - Koninkrijk: Hoop (2008)
  - Koninkrijk: Strijd (2008)

## Boeken (Engels)
- Kingdom’s Edge
  - Kingdom's Dawn (2006)
  - Kingdom's Hope (2006)
  - Kingdom's Edge (2006)
  - Kingdom's Call (2007)
  - Kingdom's Quest (2007)
  - Kingdom's Reign (2007)